# Annaprashana

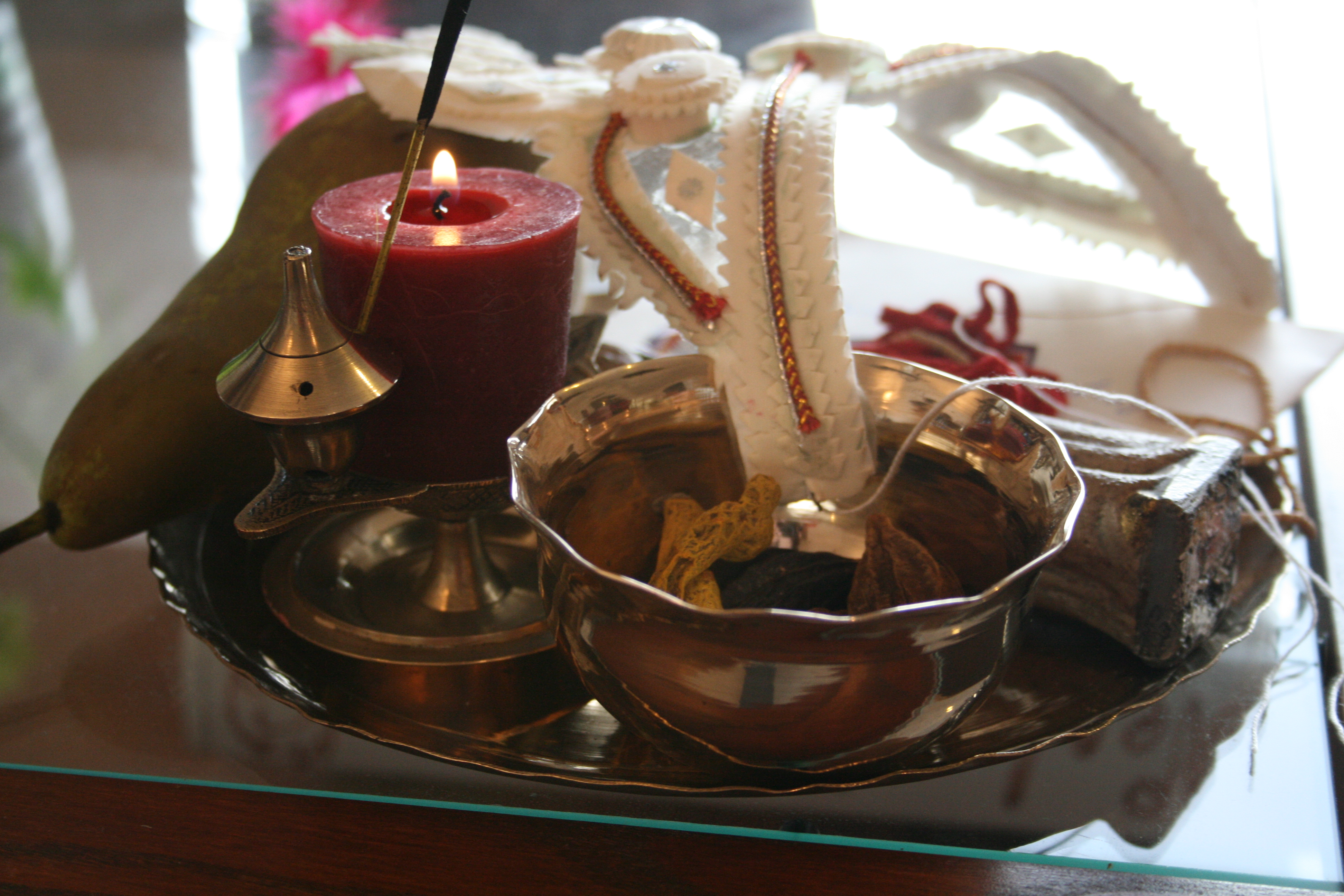
Presentes de Annaprashan.

Annaprashana (en sánscrito: अन्नप्राशन, Annaprāśana), también denominada annaprashana vidhi, annaprasan o Anna-prasanam, es un rito de paso hindú (Saṃskāra) que celebra la primera ingesta de alimentos de un bebé distinta de la leche. El término annaprashan literalmente significa "alimentar" o "ingerir comida". La ceremonia es por lo general organizada consultando a un sacerdote, quien elige una fecha propicia para la ceremonia.

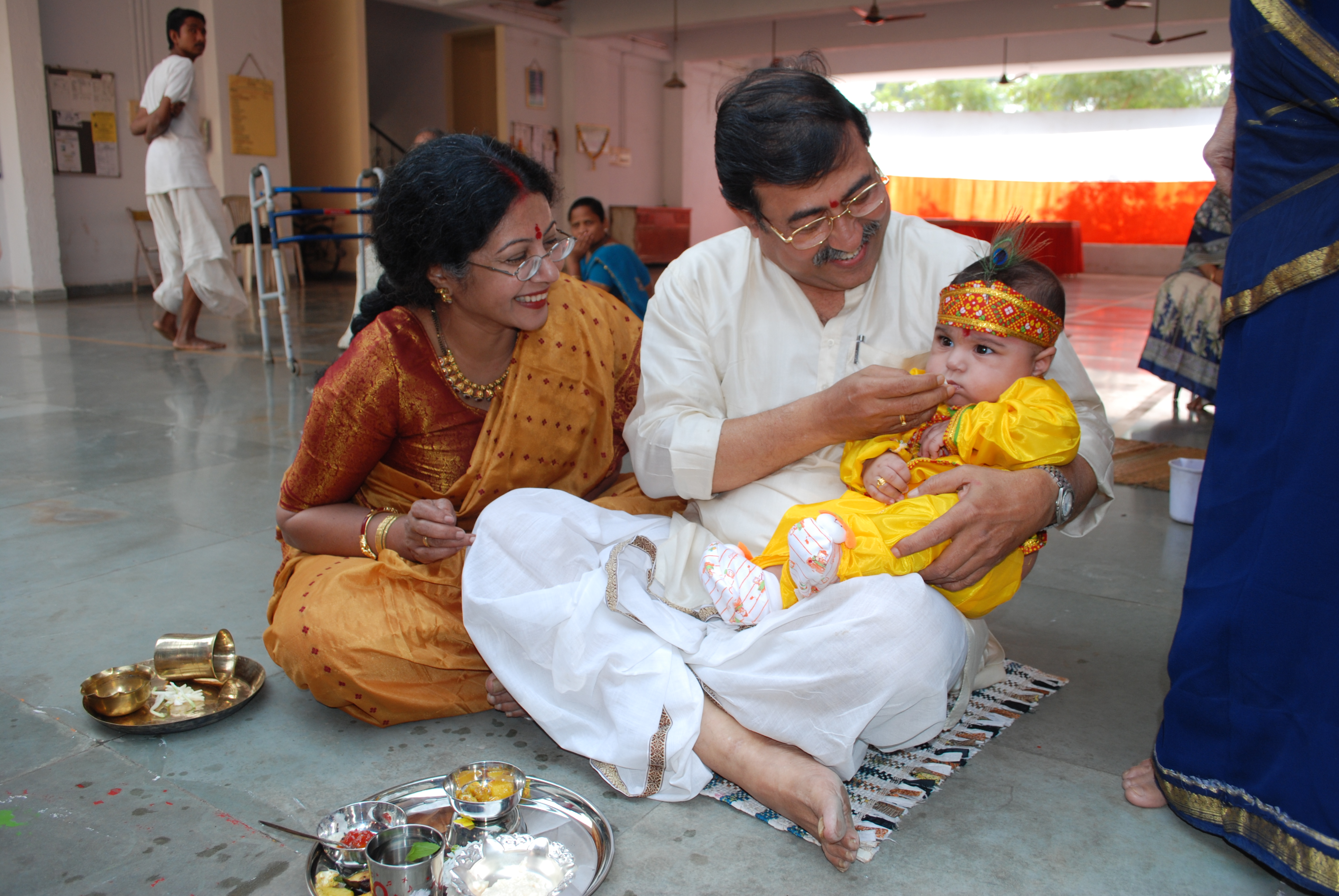
Ceremonia Annaprashana.

A veces denominada fuera de la India el primer arroz, la ceremonia es por lo general llevada a cabo cuando el bebé tiene unos 6 meses de edad, (aunque en algunas comunidades hindúes se realiza algo más tarde). Es una ocasión para celebrar, y se invita a que concurran la familia extendida, amigos y vecinos.
La madre o la abuela preparan un pequeño cuenco de kheer (arroz hervido, leche y azúcar) el cual es bendecido en una breve puya. Por lo general el bebé se encuentra en la falda de su madre, y un miembro adulto hombre de la familia (abuelo o tío) lo alimenta con pequeñas porciones de payesh, lo cual es festejado por todos los concurrentes. Otros miembros de la familia se turnan para convidarle al bebé de la papilla que se le ha preparado.
La ceremonia de alimentación es a menudo continuada con un juego, en el cual al bebe se le presenta una bandeja conteniendo diversos objetos. Estos incluyen una joya (simbolizando riqueza), un libro (simbolizando saber), un lapicero (simbolizando una carrera profesional) y un jarroncito de arcilla o un cuenco conteniendo tierra (simbolizando propiedad). Las perspectivas y preferencias futuras del bebé en la vida quedan indicadas según cual sea el objeto que prefiere tomar para jugar.